# Kim Ae-ran
Kim Ae-ran (coreà: 김애란)  (Inchon, 1980) és una escriptora sud-coreana.
Es va graduar a la Universitat Nacional de les Arts de Corea. Va debutar amb el relat La casa on ningú truca a la porta on s'explica la història de cinc noies que viuen dins de la mateixa casa però en habitacions separades, molt petites i una al costat de l'altra. Amb aquesta obra va guanyar el premi literari Daean que li va donar molt de ressò a Corea del Sud. Amb el recull Corre, pare, corre! va guanyar, el 2005 el premi Hankook Ilbo i va augmentar la seva popularitat amb només 25 anys. Va ser la guanyadora més jove d'aquest premi i el llibre era el seu primer recull de contes.
L'any 2008, amb El ganivet de ma mare va guanyar el premi Yi Hyo-seok. Aquest cop també va ser l'autora més jove que havia obtingut el guardó. El 2011 es va publicar el seu llibre La meva vida palpitant sobre la vida d'un noi de 17 anys que pateix una malaltia que li provoca un envelliment accelerat. Es prepara per acomiadar-se dels seus pares que el van tenir quan eren adolescents. Aquesta novel·la va ser tot un best-seller a Corea del Sud, se'n va fer una adaptació al cinema el 2014 per Yi Jae-yong amb els actors Kang Dong-won i Song Hye-kyo.
Kim Ae-ran va estudiar direcció i escriptura teatral a la Universitat i potser per això les seves narracions gairebé sempre transcorren en espais molt petits. Als seus contes, Kim Ae-ran descriu la vida quotidiana dels joves de Seül. Té un estil fresc i dinàmic, ple de detalls, humor i imaginació.

## Premis
- Premi Daesan de literatura (2002)
- Premi Hankook Ilbo de literatura (2005)
- Premi Lee Hyo-seok de literatura
- Premi Yi Sang de literatura (2013)

## Obres traduïdes

### Alemany
- Goliath im Wasser (물 속 골리앗), traduïda per David Renz, in: Hefte für ostasiatische Literatur 54 (Mai 2013) ISSN 0933-8721
- Lauf, Vater, lauf달려라, 아비, traduïda per Inwon Park (2014), ISBN 978-3-944751-02-3

### Francès
- Cours papa, cours! (달려라, 아비), Decrescenzo (2012)

### Català
- Corre, pare, corre! (달려라, 아비) Godall Edicions (2017) ISBN 978-84-945094-7-6
- A fora ja és estiu (바깥은 여름) Godall Edicions (2022) ISBN 978-84-124557-2-4

### Castellà
- ¡Corre, papá, corre! (달려라, 아비), Godall Edicions (2018) ISBN 978-84-946952-9-2